# Конгаку, Таиру
Таиру Конгаку (фр. Tahirou Congacou; 1911 — 15 июня 1993) — бенинский политик, наиболее активный в 1960-х годах, когда его страна была известна как Дагомея. Он занимал пост президента Национальной ассамблеи с 1964 по 1965 год и в этом качестве исполнял обязанности президента Бенина с 29 ноября 1965 года по 22 декабря 1965 года. Он также исполнял обязанности министра иностранных дел в 1965 году.

## Биография
Таиру Конгаку родился в семье народа Денди в 1911 году. В колониальной Дагомее Конгаку служил субпрефектом в Никки. После Второй мировой войны он был депутатом Генерального совета Дагомеи. Он также работал в территориальной ассамблее Дагомеи с 1952 по 1957 год. Когда Юбер Мага был свергнут в 1963 году, Конгаку был избран главой Национальной ассамблеи, а также помощником генерального секретаря Демократической партии Дагомен (PDD), новой национальной партии. Он занимал пост президента Национальной ассамблеи Дагомеи с января 1964 года по ноябрь 1965 года.
29 ноября 1965 года генерал Кристоф Согло насильственно лишил Жюстина Ахомадегбе-Тометина мандата. Он временно передал власть Конгаку в соответствии с положениями статей 17 и 35 дагомейской конституции. Конгаку было поручено сформировать национальную коалицию, чтобы положить конец регионализму, который доминировал в политике Дагомеи в то время.
Правительство Конгаку состояло из него самого и четырёх технократов. 4 декабря он распустил PDD и освободил политических заключённых. В соответствии со статьей 7 конституции режим был вынужден провести выборы до 18 января 1966 года.
Когда новый президент не смог этого сделать, Согло отстранил Конгаку от власти 22 декабря 1965 года.
Во время президентства Эмиля Дерлина Зинсу Конгаку был президентом Социально-экономического совета, созданного в октябре 1968 года. Конгаку умер 15 июня 1993 года.